# Dana Björg Guðmundsdóttir
Dana Björg Guðmundsdóttir (1 juni 2002) is een IJslands-Noors handbalster die als linkervleugelspeelster uitkomt voor het Noorse Volda Handball en het IJslandse handbalteam.

## Biografie

### Clubcarrière
Guðmundsdóttir werd geboren in IJsland, maar verhuisde op jonge leeftijd naar Konnerud in Noorwegen. Op elfjarige leeftijd begon ze met handballen. Ze kwam uit voor de club Reistad IL dat ze combineerde met werken in een school en een trainingscentrum. In het seizoen 2021/22 werd Guðmundsdóttir gevraagd om onderdeel te worden van het naar de Eliteserien, het hoogste Noorse handbalniveau, gepromoveerde Volda Handball. In haar debuutwedstrijd voor Volda wist ze gelijk zestien keer tot scoren te komen.

### Interlandcarrière
In oktober 2024 werd Guðmundsdóttir voor het eerst opgeroepen voor het IJslandse handbalteam. Hetzelfde jaar werd ze opgenomen in de IJslandse selectie voor op het EK 2024 waar ze met haar land aantrad in de voorrondes tegen Duitsland, Nederland en Oekraïne. Tegen Nederland maakte Guðmundsdóttir haar debuut op een EK. Ondanks een overwinning op Oekraïne wist IJsland niet door te stoten naar de groepsfase.

## Privé
Guðmundsdóttir is de dochter van de IJslandse bodybuilders Guðmundur Bragason en Ingu Steingrímsdottir.